# ميناء قنا
ميناء قنا (يعرف اليوم باسم : بير علي) يقع الميناء على ساحل البحر العربي، ويبعد عن المكلا بحوالي 120 كيلو متراً، وعن عتق المركز الإداري لمحافظة شبوة بحوالي 140 كيلومتراً، إن أقدم ذكر له جاء في العهد القديم من الكتاب المقدس، كما ورد ذكرة في في المصادر الكلاسيكية، الإغريقية واللاتينية، ولاسيما في كتاب الطواف حول البحر الإريتري، فقد جاء اسمه عند بطليموس ترولا، غير إن اسمه في النقوش اليمنية القديمة قنا أما اليوم فيطغى عليه اسم بير علي، وهو الاسم الذي تعرف به تلك القرية الحديثة التي تقع إلى الشمال الشرقي من مدينة قنا والتي تبعد عنه بحوالي 3 كيلومترات.
لقد كشفت التنقيبات الأثرية للبعثة اليمنية السوفيتية عن الدور الذي كان يؤديه ميناء قناء كمرفأ على الطريق الممتد على الهند منذ النصف الثاني من الألف الأول قبل الميلاد، ولم تكشف بعد الحفريات الأثرية عن الفترات الأقدم لها، إذ كان الميناء الرئيس لليمن القديم والذي ازدهرت فيه تجارة الترانزيت من القرن الأول وحتى القرن الرابع الميلادي، فقد ذكرت النقوش اليمنية القديمة أن خليج قنا فرضة ملك حضرموت، وقد ورد في النقش الموسوم من أنه كان الميناء الرئيسي لمملكة حضرموت، إذ كان ينقل منه البخور واللبان اليمني عبر الطريق البري إلى دول البحر الأبيض المتوسط بواسطة القوافل وعن طريق البحر في الفترات المتأخرة، كما كانت تنقل إلية توابل الهند وسلع شرق أفريقيا، وكان من أفضل موانئ الجزيرة العربية التي تلجا إليها السفن لحمايتها من الرياح الموسمية الجنوبية الغربية.

## دراسات متعلقة
- خالد صالح قاسم الشعيبي (2007). ميناء قنا في القرن 2 ق.م. الى القرن 6م.
- "The Port of Qanaʾ, a Junction between the Indian Ocean and the Mediterranean Sea". academic.oup.com. DOI:10.1093/oso/9780198790662.003.0018. مؤرشف من الأصل في 2022-12-17. اطلع عليه بتاريخ 2023-12-04.
- Sedov, A.V. (1992-06). "New archaeological and epigraphical material from Qana (South Arabia)". Arabian Archaeology and Epigraphy (بالإنجليزية). 3 (2): 110–137. DOI:10.1111/j.1600-0471.1992.tb00033.x. ISSN:0905-7196. Archived from the original on 2023-12-05. {{استشهاد بدورية محكمة}}: تحقق من التاريخ في: |تاريخ= (help)
- Mouton، Michel (1 يناير 2008). "A new map of Qâni' (Yemen)". Arabian Archaeology and Epigraphy. مؤرشف من الأصل في 2023-12-05.

- موتون، ميشيل (23 مارس 2020). شارلو، جيوم؛ شيتكات، جيريمي (المحررون). قِنَا، ميناء قديم في حضرموت. Histoire et société de la péninsule Arabique. Sanaa: Centre français de recherche de la péninsule Arabique. ص. 169–175. ISBN:978-2-909194-67-7. مؤرشف من الأصل في 2023-10-25.